# Polotniani Zavod
Polotniani Zavod (ruso: Полотня́ный Заво́д) es un asentamiento de tipo urbano de Rusia, perteneciente al raión de Dzerzhinski de la óblast de Kaluga.
En 2021, el asentamiento tenía una población de 4976 habitantes. En su territorio no hay pedanías.
Se ubica unos 5 km al sureste de la capital distrital Kóndrovo, sobre la carretera 29K-008 que lleva a la capital regional Kaluga. Al oeste del casco urbano pasa el río Shania.

## Historia
El topónimo local significa "fábrica de lino", ya que fue fundado en 1718 por orden de Pedro el Grande para albergar una fábrica de velas de lino, bajo la dirección de Filatov-Karamyshev, un comerciante de Kaluga. En 1720, este comerciante fundó aquí además una fábrica de papel junto a otros empresarios, entre los que se encontraba Afanasi Goncharov, que en 1735 compró las instalaciones industriales. Una tataranieta de Goncharov se casó con el escritor Aleksandr Pushkin, quien vivió temporalmente en el pueblo en 1830 y 1834. Polotniani Zavod fue uno de los principales pueblos del uyezd de Medýn en la gobernación de Kaluga, pues a mediados del siglo XIX ya superaba los dos mil quinientos habitantes.
La Unión Soviética le dio estatus de asentamiento de tipo urbano en 1925, y a lo largo del siglo XX se desarrolló por su cercanía a las ciudades de Kóndrovo y Kaluga. Actualmente, la localidad es conocida dentro de esta área urbana por albergar dos grandes palacios del siglo XVIII que pertenecieron a las familias Goncharov y Shchepochkin; el primero fue restaurado en el último cuarto del siglo XX y desde 1999 es un museo, que desde 2016 está declarado de importancia regional. La fábrica de papel sigue funcionando y es la base de la economía local, aunque las instalaciones originales fueron destruidas en la Gran Guerra Patria.